# Olympische Sommerspiele 1936/Leichtathletik – 110 m Hürden (Männer)

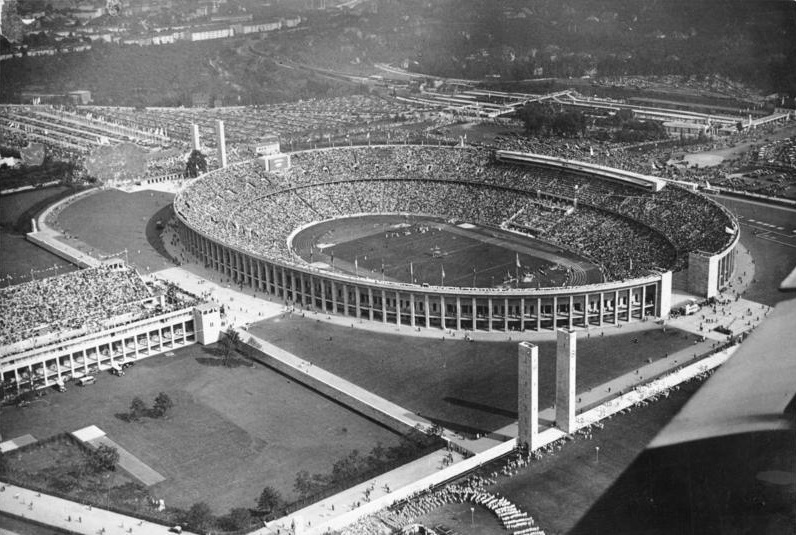
Das Olympiastadion in Berlin

Der 110-Meter-Hürdenlauf der Männer bei den Olympischen Spielen 1936 in Berlin wurde am 5. und 6. August 1936 im Olympiastadion Berlin ausgetragen. 31 Athleten nahmen teil.
Olympiasieger wurde der US-Amerikaner Forrest Towns vor dem Briten Don Finlay. Bronze gewann der US-Athlet Fritz Pollard jr.

## Rekorde

### Bestehende Rekorde
| Weltrekord         | 14,1 s | Forrest Towns ( USA) | Chicago, USA                   | 19. Juni 1936  |
| Olympischer Rekord | 14,4 s | George Saling ( USA) | Halbfinale OS Los Angeles, USA | 2. August 1932 |

### Rekordverbesserung / -egalisierung
- Der US-amerikanische Olympiasieger Forrest Towns verbesserte den bestehenden olympischen Rekord im ersten Halbfinale am 6. August um drei Zehntelsekunden auf 14,1 s. Damit egalisierte er gleichzeitig seinen eigenen Weltrekord.

## Durchführung des Wettbewerbs
Die Läufer traten am 5. August zu sechs Vorläufen an. Die jeweils zwei besten Athleten – hellblau unterlegt – qualifizierten sich für das Halbfinale am 6. August, aus dem die jeweils drei Erstplatzierten – wiederum hellblau unterlegt – in das Finale am gleichen Tag kamen.

## Vorläufe
5. August 1936, 16:30 Uhr

Wetterbedingungen: sonnig, 17 °C, Rückenwind bei 2,8 m/s. Wind diagonal von hinten.
Es sind nicht alle Zeiten überliefert.

### Vorlauf 1
| Platz | Name               | Nation                | Zeit   | Anmerkung |
| ----- | ------------------ | --------------------- | ------ | --------- |
| 1     | Tom Lavery         | Südafrikanische Union | 15,0 s |           |
| 2     | Larry O’Connor     | Kanada                | 15,1 s |           |
| 3     | Christos Mantikas  | Griechenland          | 15,2 s |           |
| 4     | Svend Aage Thomsen | Dänemark              | 15,3 s |           |
| 5     | Juul Bosmans       | Belgien               | k. A.  |           |
| 6     | Yasuharu Furuta    | Japan                 | k. A.  |           |

### Vorlauf 2
| Platz | Name              | Nation          | Zeit   | Anmerkung |
| ----- | ----------------- | --------------- | ------ | --------- |
| 1     | Fritz Pollard jr. | USA             | 14,7 s |           |
| 2     | John Thornton     | Großbritannien  | 15,0 s |           |
| 3     | Johann Langmayr   | Österreich      | 15,1 s |           |
| 4     | Willi Welscher    | Deutsches Reich | 15,2 s |           |
| 5     | Huang Yingjie     | China           | k. A.  |           |

### Vorlauf 3
| Platz | Name             | Nation           | Zeit   | Anmerkung |
| ----- | ---------------- | ---------------- | ------ | --------- |
| 1     | Don Finlay       | Großbritannien   | 14,7 s |           |
| 2     | Tadashi Murakami | Japan            | 15,3 s |           |
| 3     | James Worrall    | Kanada           | 15,6 s |           |
| 4     | Darcy Guimarães  | Brasilien        | k. A.  |           |
| 5     | Ludvík Kománek   | Tschechoslowakei | k. A.  |           |

### Vorlauf 4
| Platz | Name             | Nation         | Zeit   | Anmerkung |
| ----- | ---------------- | -------------- | ------ | --------- |
| 1     | Roy Staley       | USA            | 15,0 s |           |
| 2     | Juan Lavenás     | Argentinien    | 15,1 s |           |
| 3     | Ashleigh Pilbrow | Großbritannien | 15,5 s |           |
| 4     | Ioannis Skiadas  | Griechenland   | k. A.  |           |
| 5     | Lin Shaozhou     | China          | k. A.  |           |

### Vorlauf 5
| Platz | Name           | Nation          | Zeit   | Anmerkung |
| ----- | -------------- | --------------- | ------ | --------- |
| 1     | Forrest Towns  | USA             | 14,5 s |           |
| 2     | Erwin Wegner   | Deutsches Reich | 15,1 s |           |
| 3     | Ernst Leitner  | Österreich      | 15,3 s |           |
| 4     | René Kunz      | Schweiz         | k. A.  |           |
| 5     | Kotaro Shimizu | Japan           | k. A.  |           |

### Vorlauf 6
| Platz | Name           | Nation             | Zeit   | Anmerkung |
| ----- | -------------- | ------------------ | ------ | --------- |
| 1     | Håkan Lidman   | Schweden           | 14,9 s |           |
| 2     | Vane Ivanović  | Jugoslawien        | 15,1 s |           |
| 3     | Gianni Caldana | Königreich Italien | 15,1 s |           |
| 4     | Alf Watson     | Australien         | 15,1 s |           |
| 5     | Miguel White   | Philippinen        | k. A.  |           |

## Halbfinale
6. August 1936, 15:00 Uhr

Wetterbedingungen: sonnig, 18 °C, schwach windig.

### Lauf 1
| Platz | Name             | Nation         | Zeit   | Anmerkung |
| ----- | ---------------- | -------------- | ------ | --------- |
| 1     | Forrest Towns    | USA            | 14,1 s | WRe / OR  |
| 2     | Håkan Lidman     | Schweden       | 14,5 s |           |
| 3     | John Thornton    | Großbritannien | 14,7 s |           |
| 4     | Roy Staley       | USA            | 14,8 s |           |
| 5     | Tadashi Murakami | Japan          | 15,1 s |           |
| 6     | Juan Lavenás     | Argentinien    | 15,6 s |           |

### Lauf 2

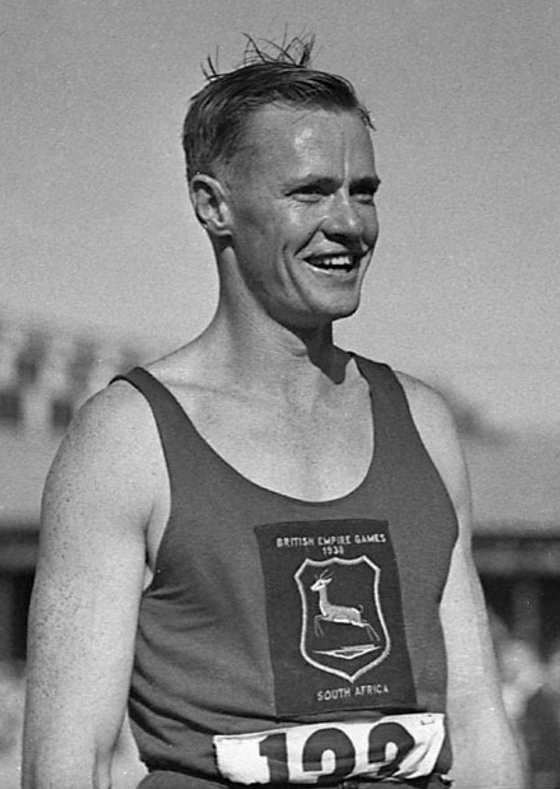
Tom Lavery – ausgeschieden als Sechster des zweiten Halbfinals

| Platz | Name              | Nation                | Zeit   | Anmerkung |
| ----- | ----------------- | --------------------- | ------ | --------- |
| 1     | Don Finlay        | Großbritannien        | 14,5 s |           |
| 2     | Fritz Pollard jr. | USA                   | 14,6 s |           |
| 3     | Larry O’Connor    | Kanada                | 15,0 s |           |
| 4     | Vane Ivanović     | Jugoslawien           | 15,2 s |           |
| 5     | Erwin Wegner      | Deutsches Reich       | 15,3 s |           |
| 6     | Tom Lavery        | Südafrikanische Union | 15,6 s |           |

## Finale
6. August 1936, 17:45 Uhr

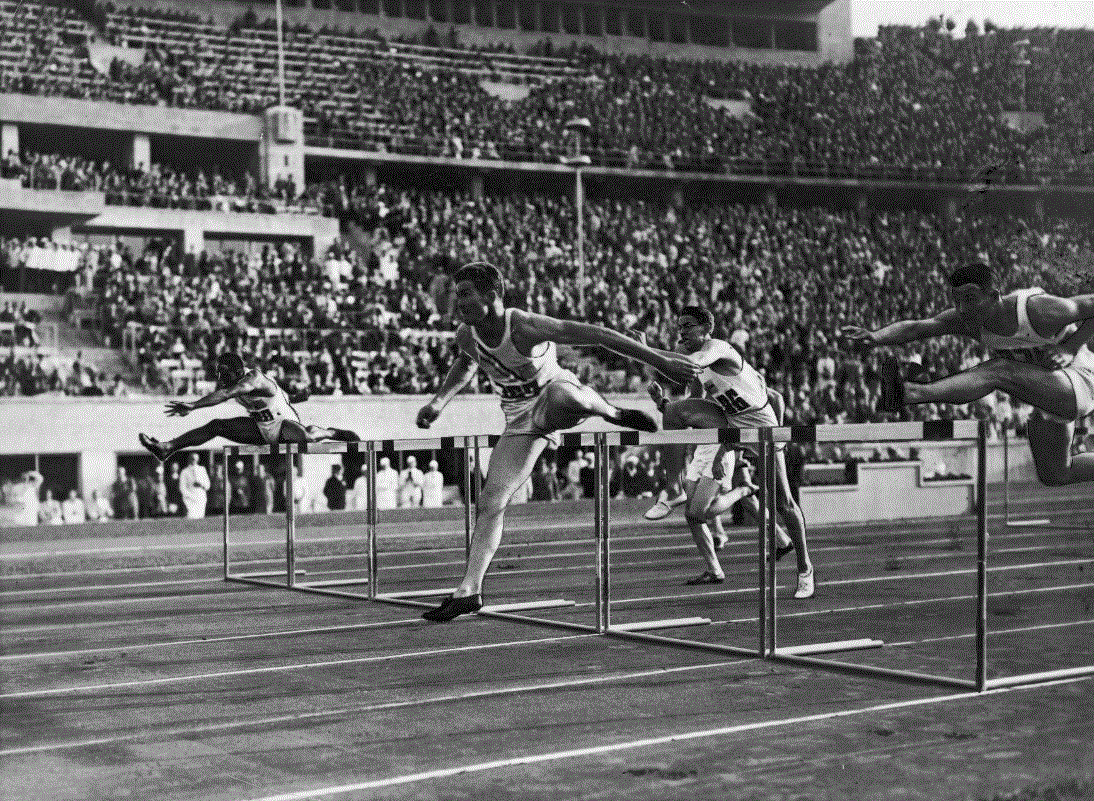
110-Meter-Hürdenfinale (v. l. n. r.): Fritz Pollard. John Thornton (verdeckt), Håkan Lidman, Forrest Towns, Don Finlay

Wetterbedingungen: sonnig, ca. 18 °C, schwach windig.
| Platz | Name              | Nation         | Zeit   | Anmerkung |
| ----- | ----------------- | -------------- | ------ | --------- |
| 1     | Forrest Towns     | USA            | 14,2 s |           |
| 2     | Don Finlay        | Großbritannien | 14,4 s |           |
| 3     | Fritz Pollard jr. | USA            | 14,4 s |           |
| 4     | Håkan Lidman      | Schweden       | 14,4 s |           |
| 5     | John Thornton     | Großbritannien | 14,7 s |           |
| 6     | Larry O’Connor    | Kanada         | 14,8 s |           |

Bereits im Zwischenlauf stellte Forrest Towns mit 14,1 s seinen eigenen bestehenden Weltrekord ein. Dieser Forrest Towns hatte eigentlich Hochspringer werden wollen und hatte sich dazu im Garten zu Hause eine Hochsprunganlage gebaut. Mit neunzehn Jahren übersprang er 1,83 m, was ihm ein Stipendium einbrachte. Der Leichtathletiktrainer am College überredete ihn jedoch, zum Hürdenlauf zu wechseln, wo Towns sich innerhalb von zwei Jahren bis 1935 bis auf 14,4 s verbesserte. Vor den Spielen lief er mit 14,1 s sogar neuen Weltrekord. Damit trat er in Berlin als Favorit an.
Im Finale hatte sein Landsmann Pollard den besseren Start, aber Towns war mit seiner ausgezeichneten Hürdentechnik der klar beste Hürdensprinter. Mit zwei Zehntelsekunden Vorsprung gewann er vor dem Briten Donald Finlay und Pollard, der beim Reißen einer Hürde Finlay noch passieren lassen musste. Seinen eigenen Weltrekord, den Towns im Zwischenlauf noch einmal eingestellt hatte, verfehlte der Sieger nur um eine Zehntelsekunde.
Forrest Towns gewann im zehnten olympischen Finale die achte Goldmedaille für die USA.

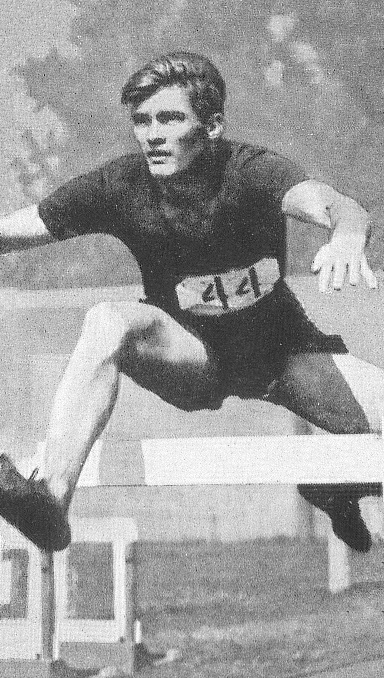
Olympiasieger Forrest Towns auf einer Zigarettenreklame
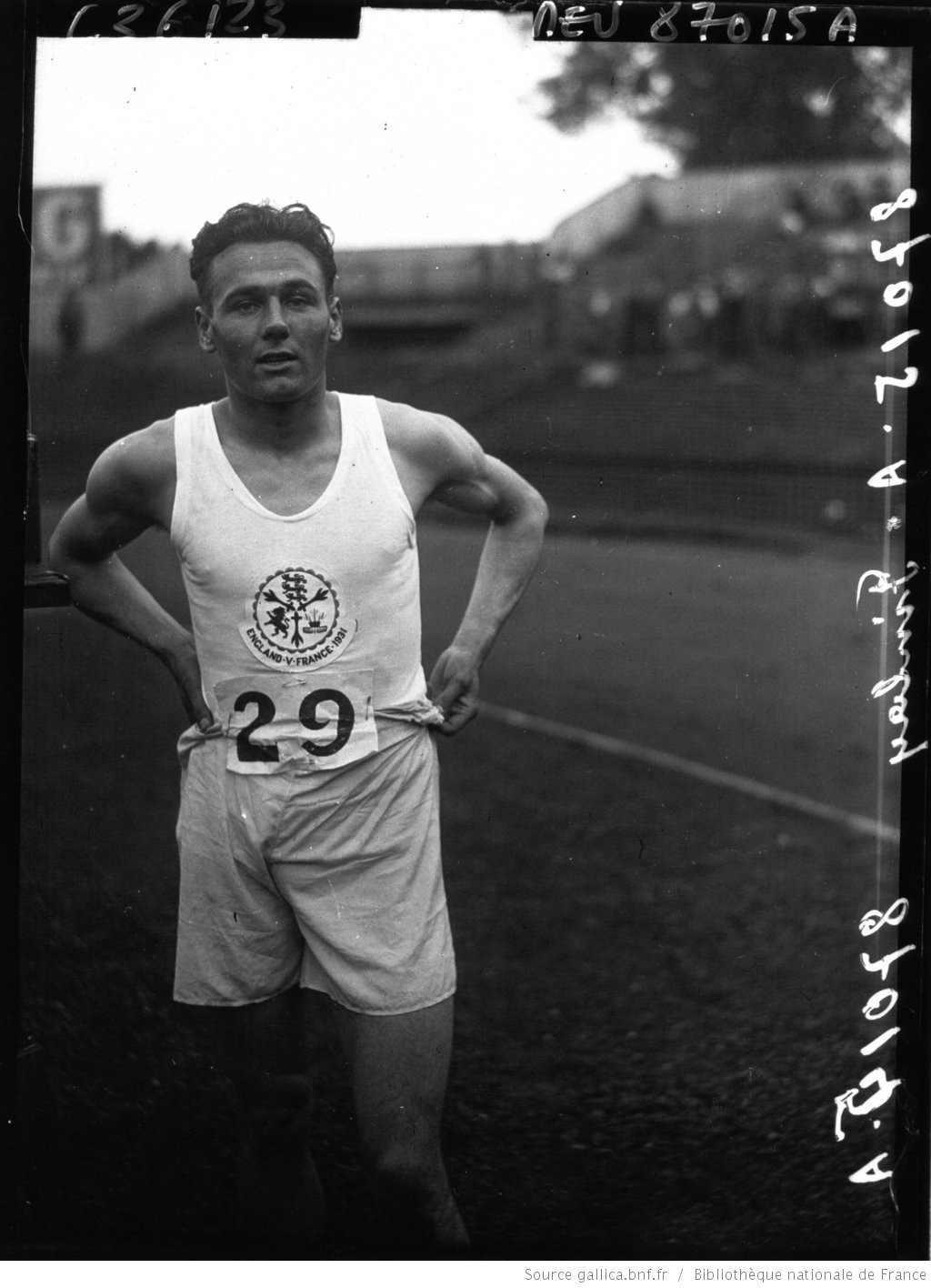
Silbermedaillengewinner Don Finlay hatte 1932 Bronze gewonnen und wurde 1938 Europameister
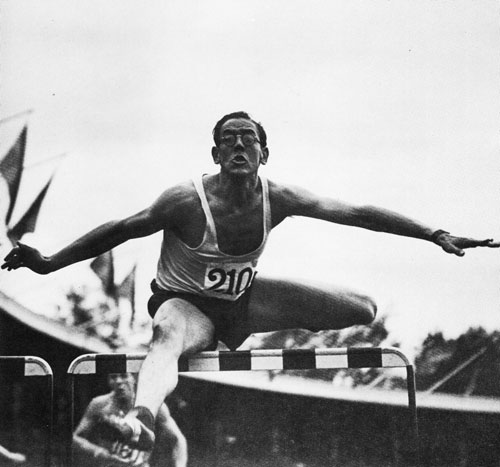
Håkan Lidman erreichte im Finale Platz vier
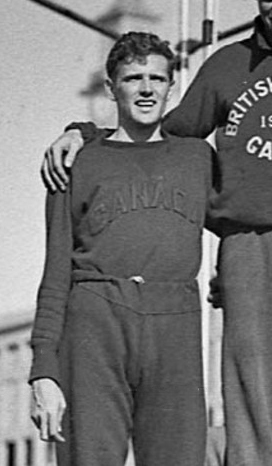
Rang sechs für Larry O’Connor

## Videolinks
- 1936, 110mH, Men, Olympic Games, Berlin, youtube.com, abgerufen am 14. Juli 2021
- Berlin 1936 - Olympics - Olympia - Athletics - Leichtathletik - Footage 3, Bereich 5:17 min bis 6:16 min, youtube.com, abgerufen am 14. Juli 2021